# Schillstraße 18 (Stralsund)

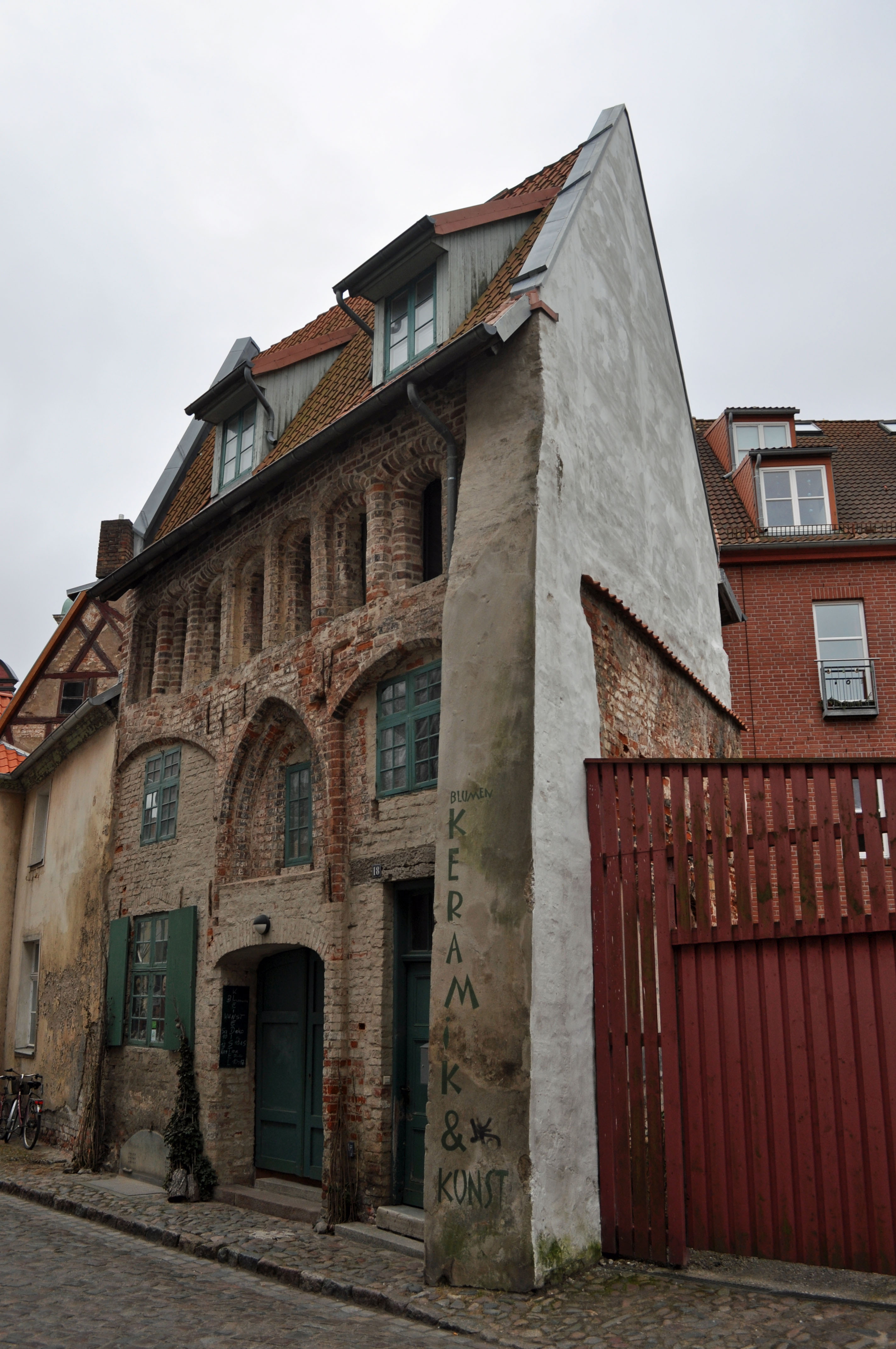
Das Haus Schillstraße 18 in Stralsund (2012)

Das Gebäude mit der postalischen Adresse Schillstraße 18 ist ein denkmalgeschütztes Bauwerk in der Schillstraße in Stralsund.
Der dreigeschossige traufständige Backsteinbau ist im Kern ein Dielenhaus aus der Zeit um 1350, welches ungewöhnlich vollständig erhalten ist. Die ursprüngliche Gliederung der Fassade mit dem hohen Spitzbogenportal der Diele und den flankierenden Fenstern lässt sich noch gut ablesen. Segmentluken sind unter der Traufe angeordnet.
Im 17. Jahrhundert wurde ein Zwischengeschoss eingefügt, dabei wurde ein niedriges Korbbogenportal eingefügt, die übrigen Öffnungen wurden vermauert und durchfenstert.
Im 16. und 17. Jahrhundert war hier ein Schmiedehandwerk ansässig, wie archäologische Untersuchungen ergaben.
Das Haus liegt im Kerngebiet des von der UNESCO als Weltkulturerbe anerkannten Stadtgebietes des Kulturgutes „Historische Altstädte Stralsund und Wismar“. In die Liste der Baudenkmale in Stralsund ist es mit der Nummer 680 eingetragen.